# 戰水社！
《戰水社！》是Escu:de在2013年6月28日發售的模擬類型成人遊戲。

## 故事
過去曾是女子水上運動「戰水」的退役選手長谷見陸，由於所就讀青崎學園的戰水社陷入廢社的危機，在答應表姊的委託後便進入戰水社。不久後在陸的指揮和隊員的努力下成功解除廢社危機，之後陸與隊員們參加全國大賽以冠軍為目標而開始努力。

## 角色

### 主要角色
長谷見陸
本作的男主角，青崎學園二年級學生，戰水社的主管兼經紀人。過去是有名戰水選手「浮舟陸」，由於是隱瞞性別參賽關係在決賽獲勝後與母親兼教練的浮舟海一起退役，後來與表姊長谷見優衣同居並且改姓。
蓬生美都
身高：151cm，體重：45kg，三圍：80/57/80，血型：O型
陸的學妹，戰水社的主將。浮舟陸的忠實粉絲，但還不知道陸的過去身份。
愛麗旭 藤葉（聲優：上田朱音）
身高：145cm，體重：40kg，三圍：76/55/77，血型：A型
美都的同學，戰水社的社員，簡稱「愛麗絲」，德日混血兒。
橋姬真麻
身高：166cm，體重：51kg，三圍：87/62/88，血型：AB型
陸的學姊，戰水社的社長。
梅枝莉子
身高：160cm，體重：48kg，三圍：89/60/85，血型：B型
陸的同學，戰水社的社員。過去在決賽中敗給陸後，為了繼承家業而退役，後來才復出進入戰水社。

### 其他角色
繪合皐（聲優：赤司弓妃）
紅華女子學院一年級戰水社的主將。過去是浮舟陸的隊友但沒有發現他真實性別，由於不知道陸為何在決賽獲勝後就迅速退役感到不滿，之後以打敗他為目標而努力訓練，也因此開始不信任隊友。
花宴櫻（聲優：杉原茉莉）
黒洋學院三年級戰水社的主將兼社長，真麻的親友。
關谷螢（聲優：秋野花）
旺津學園戰水社的主將。
克莉絲汀 藤葉
愛麗旭的雙胞胎姊姊，德國戰水名校的選手，為了妹妹而來到日本。
賢木芽衣（聲優：櫻川未央）
長門女子學院三年級戰水社的主將兼社長，真麻和櫻的朋友。
夢橋暎子（聲優：如月葵）
桐影學園的主管兼經紀人，擔任西日本預賽的轉播員。

## 主題曲
片頭曲「Splash!」
作詞：芳葉，作曲：，編曲：、佐原誠、77works，主唱：、上田朱音、

## 外部連結
- 官方網站 （页面存档备份，存于）（日語）